# Арістов Василь Михайлович
Васи́ль Миха́йлович Арі́стов (17 (29) січня 1898, Москва, Російська імперия — 9 травня 1962, Харків. УРСР, СРСР) — російський радянський актор і режисер. Народний артист Української РСР (1946).

## Біографія
Член КПРС від 1941 року.
Сценічну діяльність почав 1913 року в Москві.
1935 року Арістов переїздить в Україну. Працює спочатку в Київському російському драматичному театрі, а з 1936 року — в Харківському російському драматичному театрі.
Найкращі ролі: Полежаєв («Неспокійна старість» Рахманова), Безсеменов («Міщани» Горького).
Арістов поставив: «Бронепоїзд 14—69» Іванова, «Вороги» Горького, та ін.